# Paul Bunyan
A Paul Bunyan Benjamin Britten kórus-operettje. A szövegkönyvet W. H. Auden írta egy amerikai legenda alapján New York-i tartózkodásuk idején.
Auden szövege tárgyául a Paul Bunyan-legendát választotta. Ez az óriás favágó, aki – a legenda szerint – negyvenkét fejszenyél magas volt, és azzal szórakozott, hogy szarvai közé bagót tekert, egyike lehetett azoknak az amerikai vadonban dolgozó pioníroknak, akik a civilizáció nyugatra terjedése számára utat vágtak az őserdőben. Auden szerint Amerika az egyetlen ország, amelyben az ipari forradalom után is termettek mítoszok, s ami ezt a legendát illeti, ez nem csupán amerikai, hanem – a mélyén meghúzódó tartalmat tekintve – általános érvényű. Auden úgy értelmezte Bunyant, mint „egy olyan nép kollektív tudatának kivetítődését, amelyiknek küldetése mindenekelőtt abban állt, hogy fizikai erővel legyen úrrá a természeten”. Azt szerette volna, hogy az operett „tömörített tündérmese formájában mutassa be egy földrész fejlődését a Bunyan születése előtti őserdőtől a telepesekig és a föld megműveléséig, aminek bekövetkeztével Bunyan búcsút mond, mert rá ott már nincs szükség többé, más lett az emberek feladata: most már jólétet kell teremteniök azon a földön, amelyet az úttörők lakhatóvá tettek számukra.”
A Paul Bunyan bemutatója 1941. május 5-én volt, a Columbia Egyetem Columbia színtársulata játszotta egyhetes sorozatban, az egyetem zenei tanszékének, valamint a New York-i Schola Cantorumnak közreműködésével. Finanszírozását az Alice M. Ditson Alap adománya segítségével oldották meg. A rendező Milton Smith volt, a karmester Hugh Ross.

## Szereplők
| Szerep                                    | Hangfekvés         |
| ----------------------------------------- | ------------------ |
| Narrátor                                  | bariton vagy tenor |
| Paul Bunyan                               | próza              |
| Johnny Inkslinger                         | tenor              |
| Tiny Bunyan, Paul lánya                   | szoprán            |
| Hot Biscuit Slim, egy jó szakács          | tenor              |
| Sam Sharkey, egy rossz szakács            | tenor              |
| Ben Benny, egy rossz szakács              | basszus            |
| Hel Helson, csoportvezető                 | bariton            |
| John Shears, egy farmer                   | bariton            |
| Western Union kihordófiú                  | tenor              |
| Fido, egy kutya                           | szoprán            |
| Moppet, egy macska                        | mezzoszoprán       |
| Poppet, egy macska                        | mezzoszoprán       |
| Favágók, farmerek, katonák, állatok, fák. |                    |

## Cselekménye
Az opera egy csoport favágó életét mutatja be a nemrég függetlenné vált Egyesült Államokban. A férfiak a világ különböző részeiből érkeztek és közösen azon fáradoznak, hogy találjanak egy olyan csoportvezetőt, akinek sikerül átvezetni őket a felmerülő akadályokon. Az óriás Paul Bunyan legnagyobb problémája, hogy méretei miatt nem talál feleséget magának. Végül mégis megházasodik és születik egy lánya Tiny. Miután az anyja meghalt, Tiny egyre népszerűbb lett a favágók körében. Beleszeret Hot Biscuit Slimbe, a szakácsba. Végül az embereknek sikerül vezetőt találni, akinek segítségével könnyebbé válik életük.